# Hirtella caduca
Hirtella caduca är en tvåhjärtbladig växtart som beskrevs av Fanshawe och Bassett Maguire. Hirtella caduca ingår i släktet Hirtella och familjen Chrysobalanaceae. Inga underarter finns listade i Catalogue of Life.